# Tinnholmen
Tinnholmen est une île norvégienne du comté de Hordaland appartenant administrativement à Atløy.

## Description
Rocheuse et désertique, à fleur d'eau, elle s'étend sur environ 249 m de longueur pour une largeur approximative de 123 m.  